# Traumatin
Traumatin ist eine organische Verbindung aus der Gruppe der Carbonsäuren und Aldehyde und kommt natürlich als Pflanzenhormon vor.

## Vorkommen und Biosynthese
Traumatin und sein Oxidationsprodukt, die Dicarbonsäure Traumatinsäure, sind Pflanzenhormone. Sie treten insbesondere in schnell wachsenden Organen wie Blättern, Früchten und Samen sowie bei Verletzungen auf und stimulieren die Zellteilung. Traumatin weist eine höhere biologische Aktivität auf als Traumatinsäure. Die Biosynthese geht von Linolsäure und α-Linolensäure aus. Diese werden durch eine Lipoxygenase zu entsprechenden Hydroperoxiden oxidiert, 13-Hydroperoxy-9,11-octadecadiensäure und 13-Hydroperoxy-9,11,15-octadecatriensäure. Diese werden oxidativ gespalten, wobei 12-Oxo-(9Z)-dodecensäure und entweder Hexanal oder (Z)-3-Hexenal entstehen. 12-Oxo-(9Z)-dodecansäure wiederum isomerisiert zu Traumatin, dessen Autoxidation Traumatinsäure ergibt.